# Estação Miranda
A Estação Miranda é uma das estações do Metrô de Caracas, situada entre os municípios de Chacao e de Sucre, entre a Estação Altamira e a Estação Los Dos Caminos. Administrada pela C. A. Metro de Caracas, faz parte da Linha 1.
Foi inaugurada em 23 de abril de 1988. Localiza-se no cruzamento da Avenida Francisco de Miranda com a Avenida Rómulo Gallegos. Atende as paróquias de Chacao e de Leoncio Martínez.